# 10256 Фредевоґд
10256 Фредевоґд (10256 Vredevoogd) — астероїд головного поясу, відкритий 16 жовтня 1977 року.
Тіссеранів параметр щодо Юпітера — 3,594.